# 3234 Hergiani
3234 Hergiani è un asteroide della fascia principale. Scoperto nel 1978, presenta un'orbita caratterizzata da un semiasse maggiore pari a 3,1014312 UA e da un'eccentricità di 0,1906067, inclinata di 0,96414° rispetto all'eclittica.